# Дубочица (Вишеград)
Дубочица (серб. Дубочица / Dubočica) — село в общине Вишеград Республики Сербской Боснии и Герцеговины. В настоящее время село необитаемо.